# Horní Franky
Horní Franky (německy Oberfranken) je vládní obvod Svobodného státu Bavorska, v jižním Německu. Je z větší části pozůstatkem historické země Frank. Na území o rozloze 7230,19 km² žije přibližně 1,06 milionu obyvatel. Správním sídlem je město Bayreuth.

## Geografie
Horní Franky hraničí na severu s Durynskem (Thüringen), Dolními Franky (Unterfranken) na západě, dále na jihu se Středními Franky (Mittelfranken) a s Horní Falcí (Oberpfalz), a na východě se Saskem (Sachsen) a Českem, resp. Karlovarským krajem.

### Přírodní poměry
Horní Franky leží v povodích horních toků Mohanu (Regnitze), Sály a Ohře. Nejvyšší nadmořské výšky dosahují Horní Franky v pohoří Smrčiny (Fichtelgebirge) ve východní části území, nejvyšším bodem je vrchol hory Schneeberg (1051 m). Na severu se rozprostírá Thüringisch-Fränkisches Schiefergebirge (Durynsko-franská břidličná vrchovina), na západě Steigerwald, v centrální a jižní části Severní Franská Alba. Mezi vrchovinami a hornatinami leží Oberpfälzisch-Obermainisches Hügelland („Hornofalcko-hornomohanská pahorkatina“) a Fränkisches Keuper-Lias-Land.

### Doprava
Dolními Franky procházejí dálnice A9, A70, A73 a A93. Přes hornofranské město Bamberk a kolem Coburgu vede vysokorychlostní železniční trať Norimberk–Erfurt, která je součástí spojení mezi Berlínem a Mnichovem. Územím prochází průplav Rýn–Mohan–Dunaj.

## Zajímavost
S více než 200 nezávislými pivovary, které vaří kolem 100 různých typů piv, se region Horní Franky řadí mezi místa s nejvíce pivovary na osobu na světě.

## Administrativní členění
Správní obvod Horní Franky zahrnuje 4 městské okresy a 9 zemských okresů:

### Městské okresy
1. Bamberk (Bamberg)
2. Bayreuth
3. Coburg
4. Hof

### Zemské okresy
1. Bamberk (Bamberg)
2. Bayreuth
3. Coburg
4. Forchheim
5. Hof
6. Kronach
7. Kulmbach
8. Lichtenfels
9. Wunsiedel im Fichtelgebirge

## Vývoj počtu obyvatel v historii
| Rok  | Obyvatel  |
| ---- | --------- |
| 1900 | 608 116   |
| 1910 | 661 862   |
| 1939 | 790 151   |
| 1950 | 1 088 721 |
| 1961 | 1 056 087 |
| 1970 | 1 079 131 |
| 1987 | 1 036 576 |
| 2002 | 1 112 655 |
| 2005 | 1 101 390 |
| 2006 | 1 094 525 |